# Turowo (Kozłowo)
Turowo (deutsch Thurau) ist ein Dorf in der polnischen Woiwodschaft Ermland-Masuren. Es gehört zur Gmina Kozłowo (Landgemeinde Groß Koslau, 1938 bis 1945 Großkosel) im Powiat Nidzicki (Kreis Neidenburg).

## Geographische Lage
Turowo liegt im Südwesten der Woiwodschaft Ermland-Masuren, 17 Kilometer nordwestlich der Kreisstadt Nidzica (deutsch Neidenburg).

## Geschichte
Thurau mit seinem Ritter- und seinem Kirchengut sowie mehreren Gehöften wurde nach 1321 gegründet. 1874 kamen die Landgemeinde Thurau und die Gutsbezirke Rittergut- und Kirchengut Thurau zum neu errichteten Amtsbezirk Skottau (polnisch Szkotowo) im ostpreußischen Kreis Neidenburg. Im Jahre 1910 zählte Thurau 289 Einwohner, von denen 89 in der Gemeinde, 74 im Gutsbezirk Kirchengut und 126 im Gutsbezirk Rittergut wohnten.
Am 30. September 1928 wurden die Gutsbezirke Kirchengut und Rittergut Thurau in die Landgemeinde Thuraz eingegliedert. Die Einwohnerzahl belief sich 1933 auf 194 und 1939 auf ebenfalls 194.
Mit dem gesamten südlichen Ostpreußen wurde Thurau 1945 in Kriegsfolge an Polen überstellt. Das Dorf erhielt die polnische Namensform Turowo und ist heute mit dem Sitz eines Schulzenamtes (polnisch Sołectwo) eine Ortschaft im Verbund der Gmina Kozłowo (Landgemeinde Groß Koslau, 1938 bis 1945 Großkosel) im Powiat Nidzicki (Kreis Neidenburg), bis 1998 der Woiwodschaft Olsztyn, seither der Woiwodschaft Ermland-Masuren zugehörig. Im Jahre 2011 zählte Turowo 93 Einwohner.

## Kirche

### Römisch-katholisch
Thurau war schon in vorreformatorischer Zeit ein Kirchdorf. 1720/25 gab es ein adliges Patronats Kirchengebäude im Amt Gilgenburg (polnisch Dąbrówno). Das jetzige Gotteshaus wurde Ende des 19. Jahrhunderts errichtet und war Mariä Himmelfahrt gewidmet. Sie gehörte zum Dekanat Pomesanien (mit Sitz in Osterode (Ostpr.) (polnisch Ostróda)) im Bistum Ermland. Heute liegt die inzwischen zum „Erzengel Michael“ umbenannte Pfarrkirche im Dekanat Kozłowo im jetzigen Erzbistum Ermland.

### Evangelisch
Bis 1945 war Thurau mit dem Kirchengut und dem Rittergut in das evangelische Kirchspiel Mühlen (polnisch Mielno) in der Kirchenprovinz Ostpreußen der Kirche der Altpreußischen Union eigenpfarrt. Heute gehört Turowo evangelischerseits zur Pfarrei Nidzica in der Diözese Masuren der Evangelisch-Augsburgischen Kirche in Polen.

## Verkehr
Turowo liegt an einer Nebenstraße, die von Działdowo über Wierzbowo nach Zybułtowo führt und die Woiwodschaftsstraßen 545, 538 und 537 miteinander verbindet. Eine Anbindung an den Bahnverkehr besteht nicht.